# WASP-109
WASP-109 — одиночная звезда в созвездии Весов на расстоянии приблизительно 1173 световых лет (около 360 парсек) от Солнца. Видимая звёздная величина звезды — +11,44m. Возраст звезды оценивается как около 2,68 млрд лет.
Вокруг звезды обращается, как минимум, одна планета.

## Характеристики
WASP-109 — жёлто-белая звезда спектрального класса F4. Масса — около 1,203 солнечной, радиус — около 1,35 солнечного, светимость — около 2,744 солнечных. Эффективная температура — около 6555 К.

## Планетная система
В 2014 году группой астрономов проекта SuperWASP у звезды обнаружена планета WASP-109 b.